# Sur la trace du crime

Sur la trace du crime (titre original : Rogue Cop) est un film américain réalisé par Roy Rowland, sorti en 1954.
Le film a été produit par la Metro-Goldwyn-Mayer.

## Synopsis
Un jeune policier, Eddie Kelvaney, repère Wrinkles Fallon qui vient de poignarder un trafiquant de drogue. Sur les renseignements de son frère, l'inspecteur Christopher Kelvaney identifie le meurtrier et, grâce à une indicatrice, les deux hommes arrêtent Fallon. Mais Christopher est corrompu par le gangster Dan Beaumonte, lequel lui demande qu'Eddie n'identifie pas officiellement le suspect. Eddie refuse ce marché…

## Fiche technique
- Titre : Sur la trace du crime
- Titre original : Rogue Cop
- Réalisation : Roy Rowland
- Scénario : Sydney Boehm, d'après un roman de William P. McGivern
- Photographie : John Seitz
- Montage : James E. Newcom
- Musique : Jeff Alexander
- Direction artistique : Cedric Gibbons et Hans Peters
- Décors : Edwin B. Willis et Keogh Gleason
- Costumes féminins : Helen Rose
- Producteur : Nicholas Nayfack
- Genre : Film policier
- Format : noir et blanc
- Durée : 89 minutes

## Distribution
- Robert Taylor (VF : Jean Davy) : Christopher Kelvaney
- Janet Leigh (VF : Claire Guibert) : Karen Stephenson
- George Raft (VF : Claude Péran) : Dan Beaumonte
- Steve Forrest : Eddie Kelvaney
- Anne Francis : Nancy Corlane
- Robert Ellenstein : Sidney Y. Myers
- Robert F. Simon : Ackerman
- Anthony Ross : Le père Ahearn
- Alan Hale Jr. : Johnny Stark
- Peter Brocco : Wrinkles Fallon
- Vince Edwards (VF : Jacques Thébault) : Langley
- Olive Carey : Selma
- Roy Barcroft (VF : Serge Nadaud) : Le lieutenant Vince D. Bardeman
- Dale Van Sickel : Manny
- Ray Teal : Le patrouilleur Mullins

Acteurs non crédités
- Nicky Blair (non crédité) : Marsh
- Richard Simmons : Le détective Ralston

## Critique
Au moment d'une diffusion télévisée en 1991, Patrick Brion (alias André Moreau) écrivait dans Télérama :
« Mené à vive allure, Sur la trace du crime possède le classicisme et l'efficacité du film policier hollywoodien. Le scénario de Sydney Boehm, qui travailla notamment avec Fritz Lang, Richard Fleischer et Raoul Walsh, est aussi nerveux et rigoureux que la réalisation de Roy Rowland. C'est d'ailleurs avec une grande vérité que ce dernier décrit une société partiellement contrôlée par la pègre, dans laquelle la police, les truands et les indicateurs mènent une sanglante lutte à mort. Face à Robert Taylor, le policier corrompu, George Raft incarne, une fois de plus, un patron du « milieu », et la plupart des personnages secondaires, tels l'étonnante vendeuse de journaux qui sert d'indicatrice à Christopher Kelvaney, ou Langley, le jeune tueur, possèdent une indiscutable authenticité. Dépouillé de tout le romanesque de certains films policiers américains, Sur la trace du crime a la vigueur documentaire d'un constat. Une réussite. »